# Demografia da Austrália
| Histórico da população | Histórico da população | Histórico da população |
| Ano                    | População indígena     |                        |
| ---------------------- | ---------------------- | ---------------------- |
| pré 1788               | 350.000 aproximadante  |                        |
| Ano                    | População não-indígena | Aumento                |
| 1788                   | 900                    | —                      |
| 1800                   | 5.200                  | 477,8%                 |
| 1850                   | 405.400                | 7.696,2%               |
| Ano                    | População total        | Aumento                |
| 1900                   | 3.765.300              | —                      |
| 1910                   | 4.525.100              | 20,2%                  |
| 1920                   | 5.411.000              | 19,6%                  |
| 1930                   | 6.501.000              | 20,1%                  |
| 1940                   | 7.078.000              | 8,9%                   |
| 1950                   | 8.307.000              | 17,4%                  |
| 1960                   | 10.392.000             | 25,1%                  |
| 1970                   | 12.663.000             | 21,9%                  |
| 1980                   | 14.726.000             | 16,3%                  |
| 1990                   | 17.169.000             | 16,6%                  |
| 2000                   | 19.169.100             | 11,6%                  |
| 2006                   | 19.855.288             | 5,8%                   |
| 2011                   | 21.507.717             | 8,3%                   |
| 2016                   | 23.401.892             | 8,8%                   |
| 2021                   | 25.417.978             | 8,6%                   |

A Demografia da Austrália cobre estatísticas básicas, como as cidades mais populosas, etnicidade e religião. A população da Austrália, em 2024, era estimada em 26 997 958 pessoas. O país é o 51º mais populoso do mundo e o mais populoso da Oceania. Sua população é majoritariamente urbana, vivendo nas regiões costeiras (especialmente no leste).
Ao final do século XVIII, a população triplicou e continuou a crescer, especialmente no século seguinte devido a enormes ondas migratórias que vinham principalmente da Europa. Durante boa parte do século XX, a política conhecida como "Austrália Branca" foi implementada, para impedir ao máximo a entrada de não-europeus na Austrália. Quando essa política foi abolida em meados da década de 1970, a Austrália começou a ver um aumento significativo de imigrantes vindos de outras partes do mundo, especialmente da Ásia. Em 2010, foi estimado que 70% da população australiana tinha ascendência europeia (ou aproximadamente 17 milhões de pessoas). Devido as baixas taxas de natalidade deste grupo e o aumento da imigração de países não-brancos, a população australo-europeia atualmente está em declínio. Cerca de 2,8% dos australianos são aborígenes (nativos indígenas a região). É esperado que, até 2030, a população geral do país chegue a 28 milhões.
A Austrália é um dos países mais esparsamente populosos do mundo, com uma densidade populacional de aproximadamente 3,3 pessoas por quilômetro quadrado. Este fato é geralmente atribuído a geografia do país, especialmente no interior da ilha, que é basicamente formado por um clima semiárido e desértico. Outro fator é a urbanização, com 89% da população vivendo em áreas urbanas, fazendo da Austrália um dos países mais urbanizados do mundo. O país também tem uma das maiores expectativas de vida do mundo, em 82,8 anos (em 2016).

## População

### Etnias
Segundo o censo oficial em 2021, a população australiana era de 26 milhões de pessoas. Destes, cerca de 18 332 620 nasceram na Austrália e aproximadamente 7 680 450 pessoas, ou 29,5% dos residentes do país, nasceram no estrangeiro. Entre os imigrantes, a maioria vem de outras regiões da Ásia (especialmente chineses, indianos, filipinos, indonésios, vietnamitas e malaios, para listar alguns). Em 2011, 606 164 são classificados etnicamente como aborígenes australianos (a maioria vivendo no Território do Norte).

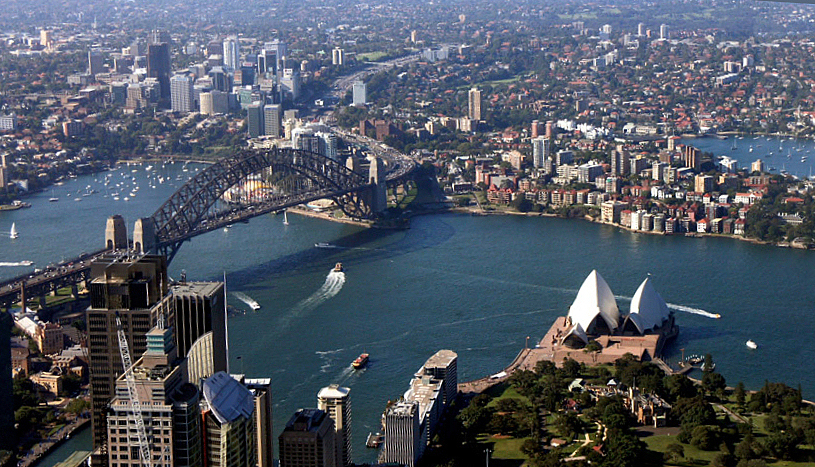
A maior parte dos habitantes da Austrália vive em áreas urbanas. A cidade de Sydney é a mais populosa do país. A tendência de urbanização no país é mais forte do que em outras partes do mundo.

A maioria dos cidadãos australianos são de origem europeia (mais de 70%, segundo censo de 2016). Boa parte são de origem britânica (especialmente ingleses e escoceses, irlandesa), italiana, alemã, grega, holandesa, polonesa, maltesa e croata. Há também mais de meio milhão de neozelandeses vivendo na Austrália. A taxa de natalidade do país é de 12,1 nascimentos por 1 000 habitantes, com uma taxa de crescimento populacional de 0,9% ao ano (em 2017).
Em 2016, foi estimado que 47,3% dos habitantes da Austrália tinham ambos os seus pais nascidos no país, com outros 34,4% tem seus pais nascidos no estrangeiro.

### Religião
A Austrália não tem uma religião oficial, embora a Igreja Anglicana seja reconhecida como a igreja nacional dos australianos britânicos e durante muito tempo foi a maior igreja cristã do país. O perfil religioso do país vem mudando nos últimos anos, com o aumento da secularização e da diversidade religiosa. Em 1991, 74% dos australianos identificavam-se como cristãos, percentagem que caiu para 52,1% em 2016. No mesmo período, a percentagem de pessoas sem religião cresceu de 12,9% para 30,1%. Seguidores de outras religiões, que somavam apenas 2,6% em 1991, cresceram para 8,2% em 2016.No censo de 2016, 52,1% dos australianos declararam-se cristãos, sendo 22,6% católicos e 13,3% anglicanos. O segundo maior seguimento religioso na Austrália é o islamismo (2,6%), seguido pelo budismo (2,4%), o hinduísmo (1,9%) e o siquismo (0,5%).

### Línguas
Embora a Austrália não tenha formalmente uma língua oficial, o inglês toma essa função na prática, sendo falado pela maioria da população e usado em tribunais, para o comércio e nas esferas política, governamental e burocrática. Da população em geral, cerca de 72,7% usam majoritariamente o inglês australiano em casa. Outras línguas faladas são o mandarim (2,5% da população), italiano (1,2% da população), árabe (1,4% da população), grego (1,2% da população), cantonês (1,2% da população) e vietnamita (1,2% da população), com outros 19,8%  falando algum outro idioma.

## Cidades mais populosas
A Austrália possui cinco cidades com mais de um milhão de habitantes. A maioria da população do país é urbana e vive nas regiões costeiras.